# Temporada 2007-2008 del RCD Espanyol
Dades de la Temporada 2007-2008 del RCD Espanyol.

## Fets Destacats
- 24 de juliol de 2007: Pretemporada: Peralada CF 0 - Espanyol 2 a Peralada[3]
- 28 de juliol de 2007: Pretemporada: Glentoran FC 0 - Espanyol 6 a Belfast[4]
- 31 de juliol de 2007: Pretemporada: Coventry City FC 1 - Espanyol 1 a Coventry[5]
- 1 d'agost de 2007: Pretemporada: Bolton WFC 3 - Espanyol 0 a Bolton[6]
- 4 d'agost de 2007: Pretemporada: Derby County 2 - Espanyol 2[7]
- 10 d'agost de 2007: Pretemporada: SC Heerenveen 1 - Espanyol 3[8]
- 12 d'agost de 2007: Pretemporada: FC Utrecht 2 - Espanyol 2 a Utrecht[9]
- 16 d'agost de 2007: Torneig Ciutat de Barcelona Memorial Fernando Lara: Espanyol 3 - Olympiacos FC 2[10]
- 25 de setembre de 2007: Lliga: Sevilla FC 2 - Espanyol 3[11]
- 6 d'octubre de 2007: Lliga: València CF 1 - Espanyol 2[12]
- 20 d'octubre de 2007: Lliga: Espanyol 2 -Reial Madrid 1[13]
- 23 de desembre de 2007: Lliga: Atlètic de Madrid 1 - Espanyol 2[14]
- El 13 de gener de 2008 Raul Tamudo iguala a Antoni Argilés com el jugador amb més partits disputats al club, amb un total de 301 partits
- 23 de març de 2008: Lliga: Reial Múrcia 4 - Espanyol 0[15]
- 30 de març de 2008: Lliga: Espanyol 0 -Racing de Santander 3[16]
- 19 d'abril de 2008: Lliga: FC Barcelona 0 - Espanyol 0[17]

## Resultats i Classificació
- Lliga d'Espanya: Dotzena posició amb 48 punts (38 partits, 13 victòries, 9 empats, 16 derrotes, 43 gols a favor i 53 en contra).
- Copa d'Espanya: Vuitens de final. Eliminà el Deportivo de La Coruña a setzens de final, però fou eliminat a vuitens de final per l'Athletic Club de Bilbao a la tanda de penals després d'empatar a un gol a l'anada, a l'Estadi de San Mamés i també a un gol a la tornada a l'Estadi Olímpic Lluís Companys, jugant una pròrroga.
- Copa Catalunya: Semifinals. Eliminat pel Gimnàstic de Tarragona (2-2) i penals (18 d'agost de 2007).

## Plantilla
| P   | D  | Jugador                    | Lliga | Lliga | Copa d'Espanya | Copa d'Espanya |
| P   | D  | Jugador                    | PJ    | G     | PJ             | G              |
| --- | -- | -------------------------- | ----- | ----- | -------------- | -------------- |
| POR | 1  | Carlos Idriss Kameni       | 30    | -40   | -              | -              |
| POR | 13 | Iñaki Lafuente             | 5     | -7    | 4              | -4             |
| POR | 26 | Kiko Casilla               | 4     | -6    | -              | -              |
| POR | 40 | Javi Ruiz                  | -     | -     | -              | -              |
| POR | 39 | Isaac Becerra              | -     | -     | -              | -              |
| DEF | 19 | Marc Torrejón              | 36    | 1     | 3              | -              |
| DEF | 8  | Pablo Zabaleta             | 32    | 1     | 4              | -              |
| DEF | 21 | Dani Jarque                | 31    | 1     | 1              | -              |
| DEF | 4  | Jesús Mari Lacruz          | 18    | -     | 4              | -              |
| DEF | 3  | David García               | 17    | -     | 1              | -              |
| DEF | 2  | Javi Chicha                | 17    | -     | 2              | -              |
| DEF | 6  | Clemente Rodríguez         | 17    | -     | 2              | -              |
| DEF | 27 | Albert Serran              | 1     | -     | 1              | -              |
| MIG | 11 | Albert Riera               | 36    | 4     | 3              | -              |
| MIG | 22 | Moisés Hurtado             | 34    | -     | 3              | -              |
| MIG | 25 | Lola Smiljanic             | 30    | -     | 3              | -              |
| MIG | 14 | Àngel Martínez             | 24    | 2     | 2              | -              |
| MIG | 9  | Iván De la Peña            | 12    | -     | 3              | -              |
| MIG | 18 | Francisco Joaquín Rufete   | 10    | -     | 1              | -              |
| MIG | 16 | Jonatas Domingos           | 9     | -     | -              | -              |
| MIG | 17 | Moha                       | 9     | -     | 2              | -              |
| MIG | 31 | Jordi Gómez                | 3     | -     | -              | -              |
| MIG | 15 | Fredson Camara             | -     | -     | -              | -              |
| DAV | 10 | Luis García                | 37    | 13    | 4              | 2              |
| DAV | 7  | Valdo                      | 31    | 4     | 3              | -              |
| DAV | 20 | Ferran Corominas           | 26    | 2     | 2              | 1              |
| DAV | 23 | Raúl Tamudo                | 25    | 10    | 4              | 1              |
| DAV | 24 | Jonathan Soriano           | 24    | 2     | 3              | 1              |
| DAV | 12 | Ewerthon Henrique de Souza | 8     | 1     | -              | -              |